# Alan Parsons
Alan Parsons   (Willesden, 20 de desembre de 1948) és un compositor, enginyer de so, músic, productor musical i cofundador del grup The Alan Parsons Project.
Parsons va participar en la producció de diversos àlbums, incloent Abbey Road (1969) i Let It Be (1970) de the Beatles, The Dark Side of the Moon de Pink Floyd (1973), i l'àlbum de debut homònim d'Ambrosia el 1975. El propi grup de Parsons, The Alan Parsons Project, així com els seus enregistraments en solitari posteriors, també han tingut èxit comercial. Ha estat nominat a 13 premis Grammy, guanyant el seu primer premi el 2019 al millor àlbum d'àudio immersiu per Eye in the Sky (edició del 35è aniversari).

## Biografia
Ja de nen Alan Parsons demostrà un gran talent pel fet musical. Ràpidament va aprendre a tocar el piano, la flauta i la guitarra. Es diu que de jove tocava aquest últim instrument en una banda de blues. El seu entusiasme per la música el portà a ser enginyer de gravació en els estudis EMI i posteriorment als mítics estudis Abbey Road. Precisament aquest era el nom de l'onzè i penúltim àlbum dels The Beatles en el qual el jove Alan Parsons va poder fer la seva primera participació com a enginyer de so d'un treball dels nois de Liverpool. La següent col·laboració va resultar ser en l'últim treball dels The Beatles, Let It Be (1970), just abans de la seva traumàtica dissolució.
La seva relació amb els estudis Abbey Road va continuar i hi va poder treballar amb Paul McCartney i amb els grups Wings, Hollies i Pilot, on Parsons va conèixer el guitarrista Ian Barnison. Si bé és cert que el seu innegable talent ja era molt reconegut pels seus companys de professió, la seva participació en la gravació del disc The Dark Side of the Moon (1973) de Pink Floyd, li va servir per posar al descobert la seva capacitat per produir i treballar amb el so. La seva aportació va ser premiada amb una nominació als Grammy d'aquell any.
Amb tots aquests èxits a l'esquena, Alan Parsons va considerar que necessitava una bona administració de la seva carrera i un guia en el negoci musical, del que també participava com a ocasional productor. Aleshores va decidir trucar (1975) a Eric Woolfson, un antic company i enginyer de so que va conèixer als estudis Abbey Road. L'objectiu no era altre que crear una empresa que es dediqués al negoci de la música però la passió que ambdós tenien per l'estudi i la investigació de les possibilitats que oferia el so els va fer posar ràpidament a compondre plegats.
D'aquesta col·laboració en va sorgir el grup The Alan Parsons Project, que va fer el seu debut amb el treball Tales of Mystery and Imagination of Edgar Allan Poe (1976), un disc que va resultar ser un inesperat èxit tant per a la crítica com per al públic en general. Posteriorment el grup va compondre 10 projectes més, entre els quals cal destacar I Robot (1977), Eye in the Sky (1982) i Ammonia Avenue (1984).
L'any 1987, Eric Woolfson va abandonar el grup per dedicar-se a compondre per a musicals de teatre. Davant d'aquesta nova situació Alan Parsons va continuar la seva carrera en solitari amb els treballs Try Anything Once (1993), On Air (1996) i The Time Machine (1999). Aquests àlbums no van poder portar la denominació de Project a causa de problemes amb la part dels drets que conservava Woolfson.
Durant l'existència del grup The Alan Parsons Project, els seus dos fundadors, tot i el seu èxit, mai es van decidir a fer gires en bona part pel fet que la seva música d'estudi no estava pensada per a ésser reproduïda en un concert. Però després de l'àlbum The Time Machine, amb el qual Alan Parsons va tornar a estar a la primera línia mediàtica des del final de The Alan Parsons Project, el músic londinenc va comprendre que era el moment de correspondre amb els seus fans i va dur a terme la primera de les gires mundials que ha realitzat (1999, 2003 i 2006). En aquestes gires, Parsons va poder utilitzar amb el permís d'Eric Woolfson, el lema Alan Parsons Live Project. La darrera gira va servir per presentar el seu últim treball A Valid Path, un treball en el qual hi col·laboren el músic P. J. Olsson i el guitarrista de Pink Floyd David Gilmour en el qual recupera el so dels seus millors moments, els orígens de The Alan Parsons Project.
En l'actualitat, a més de gravar i presentar-se en directe, Alan Parsons produeix per altres artistes, compon bandes sonores i té una companyia que es dedica a millorar el so de pel·lícules de cine i sèries de televisió.
Alan Parsons ha rebut en la seva carrera tretze nominacions als Grammy per l'enginyeria de so i la producció dels seus discos, guanyant-ne un el 2019 al millor àlbum d'àudio immersiu per Eye in the Sky (edició del 35è aniversari).

## Família i vida personal
El seu pare era Denys Parsons, net del famós actor Sir Herbert Beerbohm Tree. Denys Parsons era un científic, cineasta i responsable de premsa de la British Library, així com un talentós pianista i flautista. Va desenvolupar el Codi Parsons com a mitjà per classificar la melodia musical i va ser l'autor de The Directory of Tunes and Musical Themes (1975, revisat el 2008).
Parsons resideix a Santa Barbara (Califòrnia). Té dos fills del seu primer matrimoni. Està casat amb Lisa Griffith i tenen dues filles.

## Discografia
| Data                                     | Títol                                                      | Discogràfica       | Llista | País  | Número de Catàleg |
| ---------------------------------------- | ---------------------------------------------------------- | ------------------ | ------ | ----- | ----------------- |
| com a membre de The Alan Parsons Project |                                                            |                    |        |       |                   |
| 1976                                     | Tales of Mystery and Imagination                           | Mercury            | 38     | US    |                   |
| Juny 1977                                | I Robot                                                    | Arista             | 9      | US    |                   |
| Juny 1978                                | Pyramid                                                    | Arista             | 26     | US    |                   |
| 1979                                     | Eve                                                        | Arista             | 13     | US    |                   |
| Novembre 1980                            | The Turn of a Friendly Card                                | Arista             | 13     | US    |                   |
| Juny 1982                                | Eye in the Sky                                             | Arista             | 7      | US    |                   |
| 1983                                     | The Best of the Alan Parsons Project                       | Arista             | 53     | US    |                   |
| 1984                                     | Keats                                                      | EMI                |        |       |                   |
| Febrer 1984                              | Ammonia Avenue                                             | Arista             | 15     | US    |                   |
| Març 1985                                | Vulture Culture                                            | Arista             | 46     | US    |                   |
| Novembre 1985                            | Stereotomy                                                 | Arista             | 43     | US    |                   |
| 1987                                     | Gaudi                                                      | Arista             | 57     | US    |                   |
| 1988                                     | The Best of the Alan Parsons Project, Vol. 2               | Arista             | -      | -     |                   |
| 1990                                     | Freudiana                                                  | EMI                | -      | -     |                   |
| 9 octubre 1989                           | Pop Classics                                               | Arista             | -      | -     |                   |
| 27 juny 1995                             | The Very Best Live                                         |                    | -      | -     |                   |
| 1 juliol 1997                            | Apollo                                                     |                    | -      | -     |                   |
| 15 juliol 1997                           | The Definitive Collection                                  |                    | -      | -     |                   |
| 15 abril 1999                            | Sound Check 2                                              |                    | -      | -     |                   |
| 27 juliol 1999                           | Master Hits - The Alan Parsons Project                     |                    | -      | -     |                   |
| 2 agost 1999                             | Alan Parsons Project - Greatest Hits Live                  |                    | -      | -     |                   |
| 3 agost 1999                             | Eye in the Sky                                             |                    | -      | -     |                   |
| 3 agost 1999                             | Eye in the Sky - Encore Collection                         |                    | -      | -     |                   |
| 9 maig 2000                              | Alan Parsons Project - Gold Collection                     | BMG International  | -      | -     |                   |
| 22 agost 2002                            | Works                                                      | Audiophile Legends | -      | -     |                   |
| 23 març 2004                             | Ultimate                                                   |                    | -      | -     |                   |
| 1 juny 2004                              | Extended Versions: The iEncore Collection Live             |                    | -      | -     |                   |
| 2006                                     | Days Are Numbers (Recopilació 3 CD)                        | Arista             | –      | –     | 88697016972       |
| 2007                                     | The Essential (Recopilació 2 CD)                           | Arista / Legacy    | –      | –     | 88697043372       |
| 2010                                     | The Collection                                             | Sony / Camden      |        |       | 88697808482       |
| 23 març 2014                             | The Sicilian Defence                                       | Arista / Sony      | –      | –     | 88697890552-11    |
| com a Enginyer                           |                                                            |                    |        |       |                   |
| 1969                                     | Abbey Road (The Beatles)                                   |                    | -      | -     |                   |
| 1970                                     | Atom Heart Mother (Pink Floyd)                             |                    | 1 55   | UK US |                   |
| 1973                                     | The Dark Side of the Moon (Pink Floyd)                     |                    | 2 1    | UK US |                   |
| 1974                                     | Hollies (The Hollies)                                      |                    | 28     | US    |                   |
| 1975                                     | Another Night (The Hollies)                                |                    | 132    | US    |                   |
| 1976                                     | Year of the Cat (Al Stewart)                               |                    | 5      | US    |                   |
| com a Productor                          |                                                            |                    |        |       |                   |
| 1975                                     | The Best Years of Our Lives (Steve Harley & Cockney Rebel) |                    | -      | -     |                   |
| 1976                                     | Rebel (John Miles)                                         |                    | 171    | US    |                   |
| 1976                                     | Year of the Cat (Al Stewart)                               |                    | 5      | US    |                   |
| 1978                                     | Time Passages (Al Stewart)                                 |                    | 10     | US    |                   |
| com a Solista                            |                                                            |                    |        |       |                   |
| Octubre 6, 1993                          | Try Anything Once                                          |                    | -      | -     |                   |
| Juliol 25, 1997                          | On Air                                                     |                    | -      | -     |                   |
| Septembre 28, 1999                       | Time Machine                                               |                    | -      | -     |                   |
| Agost 24, 2004                           | A Valid Path                                               |                    | -      | -     |                   |